# بندجوب دو
بندجوب دو یک منطقهٔ مسکونی در ایران است که در دهستان بیرانوند جنوبی واقع شده‌است. بندجوب دو ۴۹ نفر جمعیت دارد.